# Feuerschutzpolizei

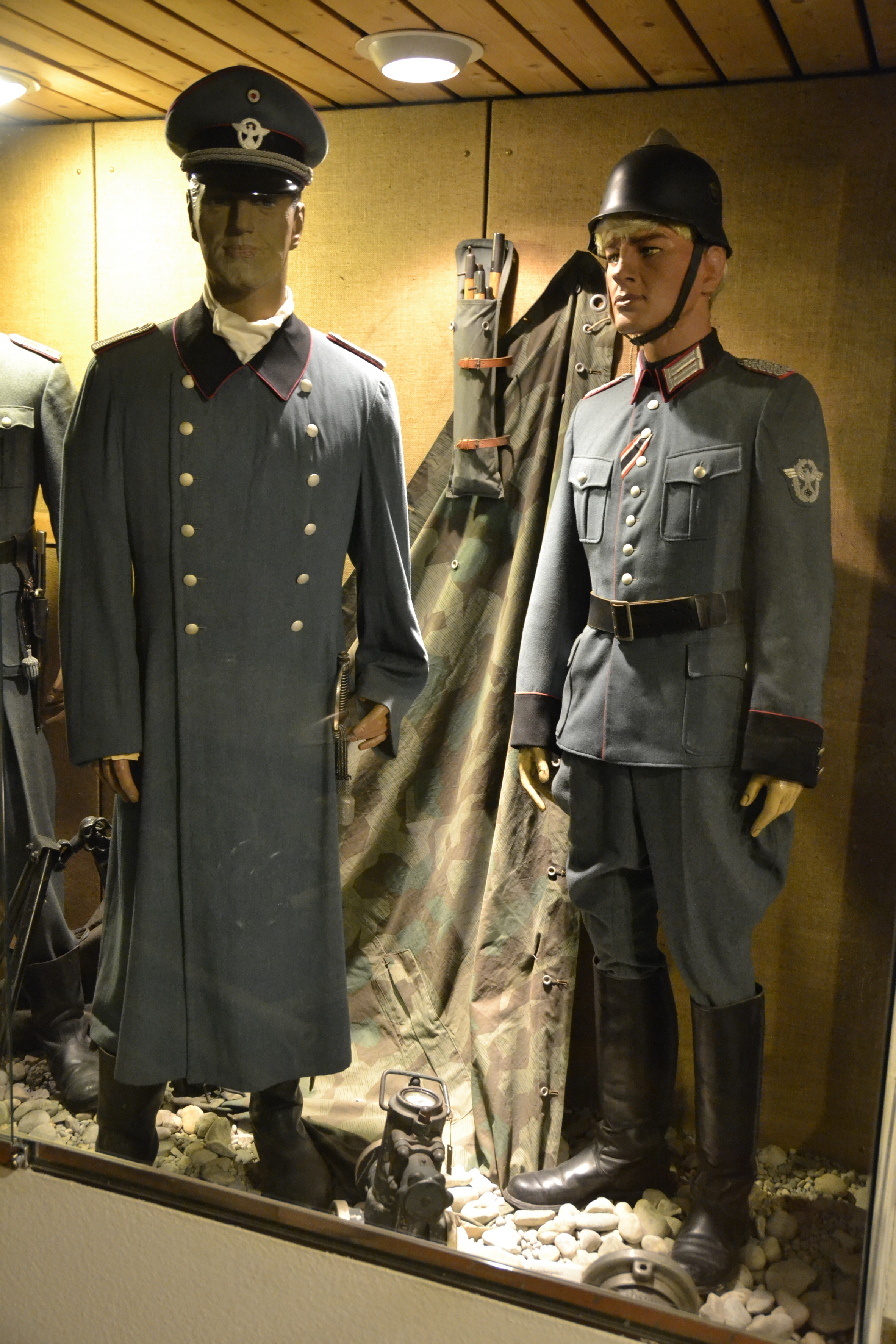
Uniformen der Feuerschutzpolizei

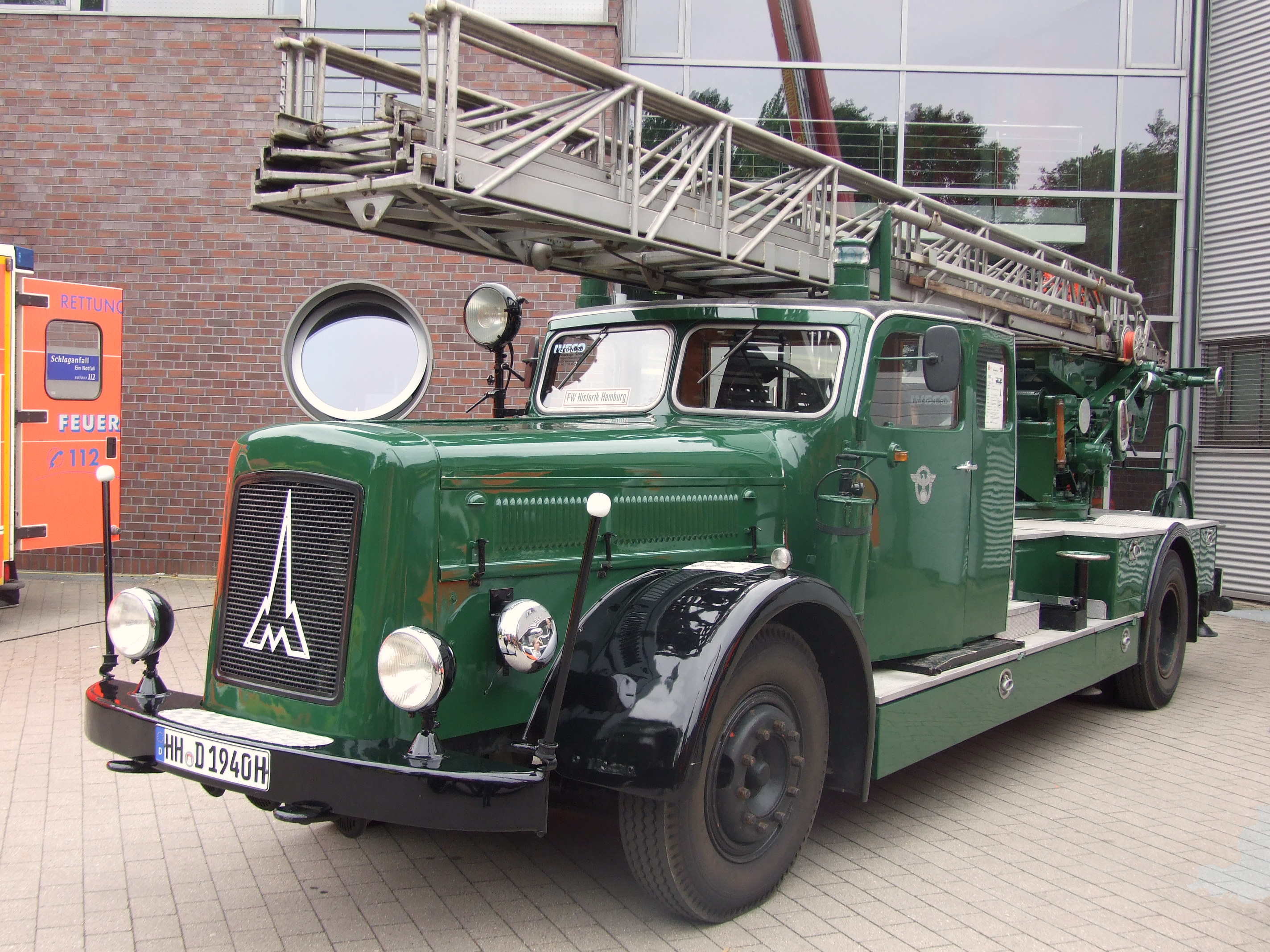
Ab 1940 gebaute Feuerwehrfahrzeuge waren im Tannengrün (RAL 6009) der Polizei lackiert. Diese Magirus-Kraftfahrleiter 26 (Meter) mit Dieselmotor (125 PS) wurde 1941 an die Feuerschutzpolizei Neumünster geliefert.

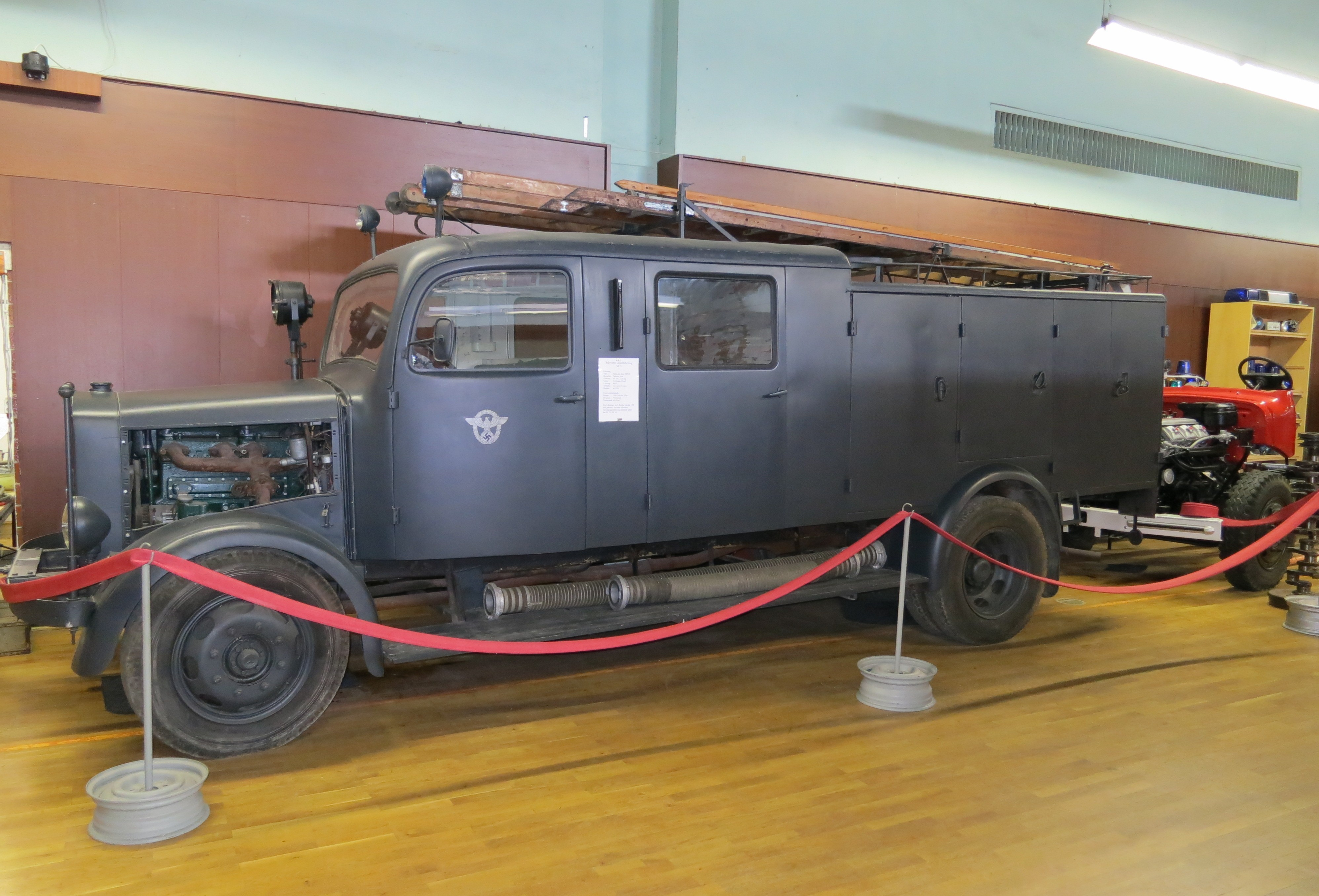
Schweres Löschgruppenfahrzeug der Luftschutzpolizei

Feuerschutzpolizei war von 1938 bis 1945 im Deutschen Reich die offizielle Bezeichnung für die Berufsfeuerwehren als Teil der Ordnungspolizei. Eine weitere gängige, wenn auch nicht im amtlichen Sprachgebrauch als solcher verankerten Bezeichnung lautete „Feuerlöschpolizei“.

## Geschichte
Mit dem am 23. November 1938 erlassenen „Gesetz über das Feuerlöschwesen“ (Reichsfeuerlöschgesetz) und der Durchführungsverordnung des Reichsministers des Innern vom 24. Oktober 1939 wurde den Ländern die Kompetenz für das Feuerwehrwesen entzogen. Zwar mussten die Kommunen (Städte und Gemeinden) weiterhin alle Kosten für Personal, Gerät, Unterkunft usw. tragen, die Dienstaufsicht ging jedoch auf das Reich über. Die Feuerwehren unterstanden als Teil der Ordnungspolizei dem Reichsführer SS und Chef der Deutschen Polizei im Reichsministerium des Inneren. Dies galt nach dem „Anschluss“ Österreichs an das Deutsche Reich im März 1938 auch für die dortigen Feuerwehren.
Das Gesetz bildete einen Baustein der Vorbereitungen des nationalsozialistischen Staates auf einen kommenden Krieg und sollte die Basis für eine reichsweit einheitliche und effektive Schadensabwehr vor allem bei den erwarteten feindlichen Luftangriffen (vgl. Luftschutz) sicherstellen. Die in den großen Städten bestehenden Berufsfeuerwehren wurden Teil der Ordnungspolizei und die Offiziere und Mannschaften erhielten Polizeidienstgrade, jeweils mit dem Zusatz „der Feuerschutzpolizei“ versehen (z. B. Wachtmeister der Feuerschutzpolizei).
Ab dem Jahr 1939 erhielten die Angehörigen der Feuerschutzpolizei (Berufsfeuerwehren, Feuerwehrbeamte und Sonderverbände/Regimenter) grüne Polizeiuniformen mit karmesinroten Biesen. Die Schutzpolizei dagegen trug grüne Polizeiuniformen mit hellgrünen Vorstößen. Bei den Freiwilligen Feuerwehren wurden weiterhin die blauen Uniformjacken mit schwarzer Hose getragen. Besonderes Merkmal dabei waren karmesinrote Litzen und Biesen. Ab 31. Juli 1940 wurden die Dienstgradabzeichen an die der Feuerschutzpolizei angeglichen und alle Feuerwehrfahrzeuge wurden nur noch im Tannengrün (RAL 6009) der Polizei ausgeliefert. Vorher waren die Feuerwehrfahrzeuge meist in Rot in verschiedenen Tönungen wie Rubinrot oder Kardinalrot lackiert, es gab aber auch braune, grüne und dunkelblaue Lackierungen. Die Freiwilligen Feuerwehren verloren ihren Status als Vereine und Verbände, sofern sie nicht ohnehin eine Einrichtung der Gemeinde waren (z. B. in Baden, Württemberg und Bayern), und gehörten zur Hilfspolizei. Die Ernennung von freiwilligen Feuerwehrleuten zu Hilfspolizisten und die Einführung von einheitlichen Uniformen wurden von vielen Mitgliedern als Aufwertung ihrer Arbeit empfunden.
Nach dem Ende des Zweiten Weltkriegs wurde der größte Teil der Feuerwehren als Gemeindeeinrichtungen lediglich auf der Basis von Verwaltungsvorschriften weitergeführt. Bald gelangte die Zuständigkeit für das Feuerwehrwesen zurück in die Hände der Länder. Für Österreich wurden im Staatsgesetzblatt Nr. 86/1945 vom 17. Juli 1945 die deutschen Rechtsvorschriften auf dem Gebiete des Feuerlöschwesens aufgehoben und die landesgesetzlichen Regelungen nach dem Stand der Gesetzgebung vom 13. März 1938 wieder in Geltung gesetzt.

## Dienstgrade
Während bei der Berufsfeuerwehr die Dienstgrade der Ordnungspolizei eingeführt wurden, bekamen die Freiwilligen Feuerwehren besondere Dienstgrade:
| Freiwillige Feuerwehren bis 1940                | Freiwillige Feuerwehren 1940–1943 | Freiwillige Feuerwehren 1943–1945 |
| ----------------------------------------------- | --------------------------------- | --------------------------------- |
| Feuerwehranwärter                               | Anwärter                          | Anwärter d. Fw.                   |
| --                                              | --                                | Unterwachtmeister d. Fw.          |
| --                                              | --                                | Rottwachtmeister d. Fw.           |
| Feuerwehrmann                                   | Truppmann                         | Wachtmeister d. Fw.               |
| --                                              | --                                | Oberwachtmeister d. Fw.           |
| Oberfeuerwehrmann                               | Obertruppmann                     | Zugwachtmeister d. Fw.            |
| --                                              | Haupttruppmann                    | Hauptwachtmeister d. Fw.          |
| Löschmeister                                    | Truppführer                       | Meister d. Fw.                    |
| --                                              | Obertruppführer                   | --                                |
| --                                              | Haupttruppführer                  | --                                |
| Brandmeister                                    | Zugführer                         | Zugführer d. Fw.                  |
| Oberbrandmeister                                | Oberzugführer                     | Oberzugführer d. Fw.              |
| Hauptbrandmeister                               | Hauptzugführer                    | Bereitschaftsführer d. Fw.        |
| Wehrführer                                      | Kreisführer                       | Abteilungsführer d. Fw.           |
| Kreisfeuerwehrführer                            | Bezirksführer                     | Oberabteilungsführer d. Fw.       |
| Provinzialfeuerwehrführer Landesfeuerwehrführer | Abschnittsinspekteur              | Landesführer d. Fw.               |

Bei den Berufsfeuerwehren wurden dagegen folgende Dienstgrade verwendet:
| Berufsfeuerwehren bis 1938                                                           | Feuerschutzpolizei 1938 | Feuerschutzpolizei 1941 |
| ------------------------------------------------------------------------------------ | ----------------------- | ----------------------- |
| --                                                                                   | --                      | Rottwachtmeister        |
| Feuerwehrmann                                                                        | Wachtmeister            | Wachtmeister            |
| --                                                                                   | Oberwachtmeister        | Oberwachtmeister        |
| Oberfeuerwehrmann                                                                    | Bezirksoberwachtmeister | Bezirksoberwachtmeister |
| Löschmeister                                                                         | Hauptwachtmeister       | Hauptwachtmeister       |
| Brandmeister                                                                         | Meister                 | Meister                 |
| Oberbrandmeister                                                                     | Obermeister             | Bezirksleutnant         |
| --                                                                                   | Inspektor               | Bezirksoberleutnant     |
| --                                                                                   | --                      | Bezirkshauptmann        |
| Brandingenieur Brandoberingenieur Baurat (mit weniger als drei Jahren im Dienstgrad) | Hauptmann               | Hauptmann               |
| Baurat                                                                               | Major                   | Major                   |
| Oberbaurat                                                                           | Oberstleutnant          | Oberstleutnant          |
| Branddirektor                                                                        | Oberst                  | Oberst                  |
| Oberbranddirektor                                                                    | Generalmajor d. FSchP   | Generalmajor d. Pol.    |
| --                                                                                   | --                      | Generalleutnant d. Pol. |

## Feuerschutzpolizei-Regimenter
In den Jahren von 1938 bis 1941 wurden sechs motorisierte Feuerwehrregimenter der Feuerschutzpolizei vom Hauptamt der Ordnungspolizei aufgestellt. Die Feuerwehrregimenter sollten dem Vormarsch der Wehrmacht folgen und in den besetzten Gebieten die Hauptverantwortung für Brandschutz und Zivilschutz tragen. Jedes Regiment bestand aus etwa 1000 Feuerwehrleuten.
Es existierten die nachfolgenden Feuerschutzpolizei-Regimenter:
- Feuerschutzpolizei-Regiment 1 Sachsen (1939–1943),
- Feuerschutzpolizei-Regiment 2 Hannover (1941–1943),
- Feuerschutzpolizei-Regiment 3 Ostpreussen (1941–1943),
- Feuerschutzpolizei-Regiment 4 Ukraine (1941–1943),
- Feuerschutzpolizei-Regiment 5 Böhmen-Mähren (1942–1943) und
- Feuerschutzpolizei-Regiment 6 Niederlande (1942–1943).

1943 wurde die Regimentsorganisation abgeschafft. Die Bataillone wurden zu zehn unabhängigen Feuerschutzpolizei-Abteilungen (FSchP-Abtl) umgegliedert und einem zentralen Führungsstab unterstellt.